# Club Baloncesto Estudiantes 2015-2016
Questa voce raccoglie le informazioni riguardanti il Club Baloncesto Estudiantes nelle competizioni ufficiali della stagione 2015-2016.

## Stagione
La stagione 2015-2016 del Club Baloncesto Estudiantes è la 60ª nel massimo campionato spagnolo di pallacanestro, la Liga ACB.

## Roster
Aggiornato al 23 dicembre 2024.
| Movistar Estudinates 2015-16 | Movistar Estudinates 2015-16 |
| Giocatori                    | Staff tecnico                |
| ---------------------------- | ---------------------------- |

| N. | Naz.                                   | Ruolo | Nome                 | Anno | Alt.   | Peso   |  |
| -- | -------------------------------------- | ----- | -------------------- | ---- | ------ | ------ |  |
| 1  | Stati Uniti (bandiera)                 | AP    | Tony Mitchell        | 1989 | 198 cm | 98 kg  |  |
| 1  | Canada (bandiera) · Irlanda (bandiera) | AC    | Levon Kendall        | 1984 | 209 cm | 104 kg |  |
| 6  | Rep. Ceca (bandiera)                   | AP    | Pavel Pumprla        | 1986 | 198 cm | 91 kg  |  |
| 7  | Spagna (bandiera)                      | P     | Jaime Fernández      | 1993 | 186 cm | 79 kg  |  |
| 8  | Serbia (bandiera)                      | AG    | Stefan Birčević      | 1989 | 211 cm | 96 kg  |  |
| 9  | Spagna (bandiera)                      | A     | Edgar Vicedo         | 1994 | 204 cm | 96 kg  |  |
| 10 | Argentina (bandiera)                   | P     | Nicolás Laprovíttola | 1990 | 190 cm | 82 kg  |  |
| 11 | Spagna (bandiera)                      | AG    | Nacho Martín (C)     | 1983 | 202 cm | 108 kg |  |
| 12 | Stati Uniti (bandiera)                 | AP    | Brandon Thomas       | 1984 | 198 cm | 97 kg  |  |
| 14 | Spagna (bandiera)                      | P     | Javi Salgado (C)     | 1980 | 180 cm | 82 kg  |  |
| 15 | Serbia (bandiera)                      | C     | Vladimir Štimac      | 1987 | 211 cm | 116 kg |  |
| 20 | Stati Uniti (bandiera)                 | C     | Diamon Simpson       | 1987 | 201 cm | 104 kg |  |
| 25 | Spagna (bandiera)                      | G     | Darío Brizuela       | 1994 | 188 cm | 75 kg  |  |
| 32 | Stati Uniti (bandiera)                 | GA    | Zach Graham          | 1989 | 196 cm | 92 kg  |  |
| 35 | Spagna (bandiera)                      | C     | Fran Guerra          | 1992 | 214 cm | 112 kg |  |
| 41 | Spagna (bandiera)                      | AC    | Juancho Hernangómez  | 1995 | 206 cm | 98 kg  |  |
| 47 | Spagna (bandiera)                      | C     | Xavi Rey             | 1987 | 210 cm | 110 kg |  |
| -  | Spagna (bandiera)                      | A     | Alberto Maura        | 1998 | 198 cm |        |  |
| -  | Spagna (bandiera)                      | C     | David Sainsbury      | 1994 | 204 cm |        |  |
| -  | Spagna (bandiera)                      | C     | Pablo Suárez         | 1999 | 188 cm |        |  |
| -  | Spagna (bandiera)                      | A     | Alberto Torres       | 1998 | 198 cm |        |  |

| Allenatore |
| - Diego Ocampo (fino al 18 gennaio) - Alberto Lorenzo (dal 19 gennaio fino al 29 gennaio) - Sergio Valdeolmillos (dal 29 gennaio)     |
| Assistente/i |
| - Juan Antonio Cabrerizo - Alberto Lorenzo (fino al 18 gennaio e dal 29 gennaio) Legenda - (C) Capitano - (IN) Inattivo - Infortunato |

## Mercato

### Sessione estiva
| Acquisti | Acquisti        | Acquisti          | Acquisti      | Acquisti |
| R.a      | Nome            | da                | Modalità      |          |
| -------- | --------------- | ----------------- | ------------- | -------- |
| GA       | Zach Graham     | Brujos de Guayama | definitivo    |          |
| AP       | Brandon Thomas  | JSF Nanterre      | definitivo    |          |
| C        | Vladimir Štimac | Bayern Monaco     | definitivo    |          |
| C        | Fran Guerra     | Força Lleida      | fine prestito |          |

| Cessioni | Cessioni           | Cessioni          | Cessioni       | Cessioni |
| R.       | Nome               | a                 | Modalità       |          |
| -------- | ------------------ | ----------------- | -------------- | -------- |
| P        | Joan Creus         | Coruña            | fine contratto |          |
| G        | Federico Van Lacke | Ciclista Olímpico | fine contratto |          |
| AP       | Ander Martínez     | Ourense           | prestito       |          |
| AP       | Xavi Rabaseda      | Gran Canaria      | fine contratto |          |
| C        | Waly Niang         | Andorra           | fine contratto |          |
| C        | Diamon Simpson     | Ironi Nes Ziona   | fine contratto |          |
| C        | Uroš Slokar        | Siviglia          | fine contratto |          |

### Dopo l'inizio della stagione
| Acquisti | Acquisti             | Acquisti          | Acquisti         | Acquisti              |
| R.       | Nome                 | da                | Data             | Modalità              |
| -------- | -------------------- | ----------------- | ---------------- | --------------------- |
| C        | Xavi Rey             | Canarias Tenerife | 11 novembre 2015 | definitivo (30.000 €) |
| AP       | Tony Mitchell        | Free agent        | 23 novembre 2015 | definitivo            |
| P        | Nicolás Laprovíttola | Lietuvos rytas    | 31 dicembre 2015 | definitivo            |
| AP       | Pavel Pumprla        | Spirou Charleroi  | 10 febbraio 2016 | definitivo            |
| C        | Diamon Simpson       | Ironi Nes Ziona   | 1 marzo 2016     | definitivo            |
| AC       | Levon Kendall        | Brujos de Guayama | 25 aprile 2016   | definitivo            |

| Cessioni | Cessioni        | Cessioni       | Cessioni         | Cessioni    |
| R.       | Nome            | a              | Data             | Modalità    |
| -------- | --------------- | -------------- | ---------------- | ----------- |
| C        | Vladimir Štimac | Stella Rossa   | 27 ottobre 2015  | rescissione |
| AP       | Tony Mitchell   | Dinamo Sassari | 28 dicembre 2015 | rescissione |
| GA       | Zach Graham     | Free agent     | 29 dicembre 2015 | rescissione |
| AP       | Brandon Thomas  | Champville     | 18 febbraio 2016 | rescissione |